# Exèrcit insurgent ucraïnès
L'Exèrcit insurgent ucraïnès (ucraïnès: Українська повстанська армія, УПА, Ukrayins'ka povstans'ka armiya, UPA) fou un exèrcit nacionalista ucraïnès paramilitar i després partisà que va dur a terme diverses accions de guerrilla durant la Segona Guerra Mundial contra l'Alemanya nazi, la Unió Soviètica, Txecoslovàquia, i també contra l'Estat Polonès Clandestí i la Polònia comunista. El grup també participà en la neteja ètnica i la matança de polonesos de moltes ciutats i pobles de l'oest d'Ucraïna. El grup era la branca militar de l'Organització dels Nacionalistes Ucraïnesos - facció Bandera o OUN-B), i es formà originalment a Volínia a la primavera i l'estiu de 1943, tot i que la data oficial de creació és el 14 d'octubre de 1942, dia en què se celebra la Intercessió de la Mare de Déu.
L'OUN aspirava tornar a establir un estat nació independent i unit al territori ètnicament ucraïnès. Acceptava la violència com una eina política contra els enemics forans i interns de la de la seva causa, que volia assolir mitjançant una revolució nacional dirigida per una dictadura que expulsaria les forces d'ocupació i establiria un govern que representés totes les regions i grups socials. L'organització va començar com un grup de resistència i a poc a poc es va canviar en una guerrilla.
Durant la seva existència, l'Exèrcit Insurgent Ucraïnès va lluitar contra els polonesos i soviètics com els seus principals oponents, tot i que l'organització també va lluitar contra els alemanys a partir de febrer de 1943. Des de final de primavera de 1944, l'UPA i l'Organització dels Nacionalistes Ucraïnesos (OUN-B) −fent front a l'avenç soviètic− també van cooperar temporalment amb les forces alemanyes contra els soviètics i polonesos, amb l'esperança de crear un estat independent d'Ucraïna. L'exèrcit també va tenir un paper substancial en la neteja ètnica de la població polonesa de Volínia i Galítsia, així com la posterior defensa de la població ucraïnesa a Polònia des de les neteges ètniques dutes per organitzacions nacionalistes (Armia Krajowa) i estatals poloneses, i la prevenció de la deportació dels ucraïnesos al sud-est de Polònia.
Després de la Segona Guerra Mundial, l'exèrcit comunista polonès, Exèrcit Popular de Polònia, va lluitar extensament contra l'UPA. L'UPA es va mantenir actiu i va lluitar contra la República Popular de Polònia fins al 1947, i contra la Unió Soviètica fins al 1949. La lluita fou particularment dura als Carpats, la totalitat de Galítsia i a Volínia, a l'actual Ucraïna Occidental. A final de la dècada dels 1940, la taxa de mortalitat dels soldats soviètics que lluitaven contra els insurgents ucraïnesos a l'oest d'Ucraïna fou més alta que la de les tropes soviètiques durant l'ocupació soviètica de l'Afganistan. Entre els moviments de resistència antinazi, fou únic, ja que no tenia cap suport extern significatiu. El seu creixement i la força eren un reflex de la popularitat que gaudia entre la població d'Ucraïna occidental. Fora dUcraïna occidental, el suport no va ser significatiu, i la majoria de la població de la Ucraïna (oriental) soviètica, influenciada per la propaganda estalinista considerava, i de vegades encara veia, l'OUN i l'UPA sobretot com a col·laboracionistes dels alemanys.
L'UPA va funcionar fins a 1953, quan les seves accions es van aturar, tot i que van subsistir alguns focus de resistència durant els anys 1950 i 1960. De 1943-1950 el comandant en cap de l'UPA fou el general Roman Xukhèvitx, i de 1950 a 1954 ho fou Vassil Kuk

## La lluita contra l'Alemanya nazi
L'UPA es va formar a final de 1942 per tres raons: per servir com una base per al futur exèrcit ucraïnès, per defensar els vilatans ucraïnesos indefensos contra la repressió alemanya i per evitar que els partisans comunistes soviètics, que havien començat a establir-se al nord-oest d'Ucraïna, es convertissin en protectors de facto del poble ucraïnès. Després de la seva creació, l'exèrcit es va estendre contínuament tant en grandària com en la seva esfera d'influència. A un moment donat, les conduïa accions a gran part de l'oest d'Ucraïna, i va ser capaç d'enviar petits grups de saquejadors a l'est d'Ucraïna.
Una estimació alemanya indicà que l'UPA tenia un màxim de 100.000 soldats (altres estimacions donen xifres que van de 20.000 a 200.000 homes). Els seus homes van atacar centenars d'estacions de policia i combois militars alemanys. Des de la fi de 1943 i a l'inici de 1944, l'UPA controlava la major part del territori de Volínia, fora de les grans ciutats, i va ser capaç d'organitzar els serveis bàsics per als habitants dels pobles, com ara escoles, hospitals i la impressió de diaris. A la regió de Jitòmir, alliberada dels nazis per l'Exèrcit Roig entre novembre de 1943 i gener 1944 (un fort grup de partisans soviètics es va instal·lar allà al febrer i març de 1943), el general-komissar alemany Leyser estimà que els combatents de l'UPA controlaven més del 80% dels boscos i el 60% de les terres agrícoles.
Al juny de 1943, les tropes alemanyes de les SS i les forces de policia, sota el comandament del general von dem Bach Zalewski, considerat un expert en la lluita contra la guerrilla, va tractar de destruir l'UPA del Nord a la regió de Volínia en l'operació « BB » (Bandenbekämpfung). Aquest general havia estat triat especialment per Himmler per destruir l'UPA durant aquesta operació. Durant l'operació de BB Bach-Zalewski tenia sota les seves ordres deu batallons motoritzats de tropes de les SS, 10.000 homes de les forces de policia alemanya, dos regiments dels exèrcits polonès i hongarès, i tres batallons de cosacs reclutats d'entre els presoners de guerra soviètics. A l'agost, l'operació va resultar un fracàs militar. Durant aquesta campanya, el 19 i 20 d'agost, les unitats militars de l'UPA van capturar el centre de Kamin Kaixirski, tot superant diversos batallons alemanys i confiscant grans quantitats d'armes i municions. El general Bach-Zalewski va ser rellevat del seu comandament i reemplaçat pel general Prutzmann.
Si bé és cert que, en última instància, les forces alemanyes no van reeixir destruir l'UPA i restablir el control dels camps de Volínia, sí que van, almenys, reduir significativament les accions anti-alemanyes de l'UPA.
A la zona dels Carpats es van produir alguns dels combats més intensos entre l'UPA i les forces alemanyes a final de 1943 i principi de 1944, quan l'UPA tractava de mantenir d'alguna manera el control de diversos ports de muntanya. El novembre de 1943, els batallons Bosc Negre i Makivka de l'UPA van derrotar dotze batallons alemanys recolzats per la força aèria alemanya en una batalla pel control del territori en poder de l'UPA.
El maig del 1944 l'OUN envià una instrucció per «fer un canvi radical, i passar de lluitar contra els alemanys a lluitar de totes totes contra la Unió de Repúbliques Socialistes Soviètiques ». Al maig i juliol de 1944, dues temptatives, per part dels alemanys, de captura dels ports de muntanya dels Carpats van ser rebutjades. El 26 juliol de 1944, prop del poble de Nedilna l'UPA va derrotar una altra divisió alemanya, i va capturar la totalitat de la seva columna de subministrament, molts oficials i soldats.
A un informe de les autoritats nord-americanes el 1948, un comitè d'antics comandants alemanys del Front Oriental va declarar que «el moviment nacionalista ucraïnès va formar el moviment de resistència més fort actiu a l'est, amb l'excepció de la Rússia comunista».

## La lluita contra la Unió Soviètica
La lluita de l'UPA contra les forces soviètiques va començar quan es va enfrontar als partisans soviètics, a final 1942. A principi de 1943, el cap dels partisans comunistes, Sídir Kovpak, es va establir a Ucraïna. Durant l'estiu de 1943, gràcies a les armes lliurades en aeròdroms secrets, va llançar un atac de diversos milers d'homes (només un terç dels quals eren ucraïnesos) als Carpats. Però els atacs de les forces terrestres i aèries alemanyes obligaren Kopvak a dividir les seves forces en unitats més petites; En la seva majoria foren destruïdes per l'UPA als Carpats. El 1944, l'agent d'intel·ligència soviètic Nikolai Kuznetsov va ser capturat i executat per l'UPA, després d'entrar, sense saber-ho, al seu campament amb uniforme de la Wehrmacht.
La lluita entre l'UPA i les forces militars soviètiques realment va començar quan les unitats de l'Exèrcit Roig, que avançava a l'oest d'Ucraïna, van entrar al territori controlat per la resistència. L'UPA va tractar d'evitar enfrontaments directes amb les unitats regulars de l'exèrcit soviètic, perquè en bona part estaven formades per ucraïnesos, considerats com a potencials reclutes per a l'UPA. En lloc d'això, es va centrar en atacs contra unitats de l'NKVD i contra funcionaris soviètics de tots els nivells, des l'oficial d'alt rang de l'NKVD i l'Exèrcit Roig al mestre i al simple empleat de correus, considerats com a agents del poder soviètic a Ucraïna. L'UPA també va interrompre els esforços per col·lectivitzar les terres de conreu. Al març de 1944, els insurgents de l'UPA feriren de mort Nikolai Vatutin, comandant de la batalla de Kursk, que havia participat en l'alliberament de Kíev. Diverses setmanes més tard, un batalló de l'NKVD va ser derrotat per l'UPA prop Rivne. Era el preludi de la lluita a gran escala, que va tenir lloc durant l'estiu de 1944 i enfrontà 30.000 soldats soviètics amb l'UPA a Volínia. Va acabar en grans pèrdues en ambdós bàndols. Al final de l'estiu de 1945, molts dels grans batallons de l'UPA continuaven controlant i administrant vastes regions a l'oest d'Ucraïna.
El novembre de 1944, Krusxov va llançar el primer de molts grans atacs soviètics contra l'UPA a tot l'oest d'Ucraïna amb la participació d'almenys vint divisions de combat de l'NKVD, amb el suport d'unitats d'artilleria i blindats. Bloquejaren les carreteres i pobles i cremaren alguns dels boscos dels voltants. La investigació als arxius de l'NKVD a Ucraïna, disponible des de la dels anys 1990 mostra que les unitats de NKVD van ser disfressades de soldats de l'UPA i cometeren atrocitats per desmoralitzar la població civil. Les regions controlades per l'UPA foren despoblades. S'estima que entre 182.543 a 500.000 ucraïnesos van ser deportats al Gulag entre 1944 i 1952. Tot i que els soviètics no van poder destruir l'UPA, aquest va patir grans pèrdues i es va veure obligat a dividir-se en petites unitats compostes per cent homes (sòtnies). Molts dels seus membres es van desmobilitzar i van tornar a casa. Per aquesta raó, el 1946, l'UPA es va reduir a un grup de 5 a 10.000 combatents i les activitats importants de l'UPA es desenvoluparen des de llavors prop de la frontera polonès-soviètica. El 1947, hauria assassinat el viceministre comunista polonès de defensa, general Karol Świerczewski.
Durant l'última fase de la lluita, l'UPA va rebre ajuda de la CIA i de la intel·ligència britànica i francesa, tot i que l'operació va ser destapada pel doble agent Kim Philby. No va ser fins a 1947-1948 que la resistència de l'UPA es va trencar prou per permetre l'aplicació de la col·lectivització soviètica a gran escala a l'oest d'Ucraïna. Les incursions esporàdiques de l'UPA van continuar fins a mitjan anys 1950, després de la mort del general Roman Xukhèvitx, que fou mort en una emboscada prop de Lviv el març del 1950.

## La propaganda soviètica
El Govern soviètic va acusar l'UPA de ser una organització terrorista i criminal. El president dels Veterans de la Segona Guerra Mundial d'Ucraïna, Yukhnovsky ans al contrari considera la tesi rus com un mite de la propaganda soviètica. El Servei de Seguretat d'Ucraïna (SBU) té documents que demostren que aquesta propaganda es basava en operacions de la NKVD (organització predecessora del KGB) per desacreditar l'UPA. Per exemple, destacaments de l'NKVD es vestien com a membres de l'UPA per assassinar civils, fets usats immediatament per la propaganda soviètica contra l'UPA. Per aquesta causa, el Tribunal Suprem d'Ucraïna va reobrir el 29 de novembre de 2007 la investigació contra els membres de la NKVD acusats de cometre crims contra civils, per tal de desacreditar l'UPA El 30 de novembre de 2007 l'SBU va publicar documents d'arxiu sobre els suposats crims que cometia l'NKVD en nom de l'UPA. Es van formar grups especials per a la lluita contra el UPA, que en les seves accions es nomenaven a si mateixos com a membres de l'UPA. L'1 de juliol de 1945 aquests grups ja havien assassinat 1.950 persones i arrestat 1.142.

## Després de la independència d'Ucraïna
Després de la independència d'Ucraïna el 1991, el nou poder va rehabilitar l'UPA, en considerar-lo un combatent legítim. Els intents d'obtenir per a ells el mateix tractament quant a pensions que els veterans de guerra de l'Exèrcit Roig troben per ara la resistència de certs sectors de la població russa al país. Va fracassar un intent de dur a terme una desfilada conjunta entre nacionalistes i comunistes a Kíev al maig de 2005 per commemorar els 60 anys de la fi de la Segona Guerra Mundial.
El paper històric de l'UPA segueix sent un tema controvertit per a la societat ucraïnesa, encara que s'obre pas el reconeixement al seu paper en la independència nacional. El 2006 l'administració de la ciutat de Lviv va anunciar el trasllat de les tombes de Stepan Bandera, Andrí Mèlnik, Ievhèn Konovàlets i altres líders de la OUN i l'UPA a una nova àrea del Cementiri de Litxakivski, dedicada especialment als herois de la lluita per a la independència. El 13 d'octubre de 2007 es va inaugurar a Lviv un nou monument de bronze a Stepan Bandera.
El 12 d'octubre de 2007 el cap de l'UPA, Roman Xukhèvitx, va rebre pòstumament el títol d'Heroi d'Ucraïna pel president Víktor Iúsxenko, i el 14 d'octubre del mateix any Ucraïna va celebrar el 65 aniversari de l'UPA com a festa nacional.